# Airbus Helicopters H130
Airbus Helicopters H130 (ранее Eurocopter EC130) — однодвигательный легкий многоцелевой вертолет, разработанный на основе более ранней модели Eurocopter AS350 Écureuil, одним из основных изменений которого было использование рулевого винта выполненного по схеме «Фенестрон» вместо обычного рулевого винта. Вертолёт был разработан и произведен компанией Eurocopter Group, которая позже была переименована в Airbus Helicopters.

## Разработка
В 1980-е годы французский компания производитель авиационной техники Aerospatiale проявляла значительный интерес к дальнейшему развитию винтокрылого аппарата Écureuil серии AS350, который первоначально был разработан в начале 1970-х годов. 6 февраля 1987 года прототип винтокрылой машины под обозначением AS350 Z (модифицированный AS350 B2) совершил свой первый полет с рулевым винтом типа «Фенестрон», установленным вместо обычного аналога. Программа испытаний AS350 Z растянулась на несколько лет, вертолёт получил дополнительные модификации, такие как новый воздухозаборник двигателя на базе воздухозаборника взятого от Eurocopter EC120. Развитие программы создания AS350 Z внесло значительный вклад в общее развитие вертолетов с рулевым винтом, исполненным с использованием фенестрона.
В начале 1990-х годов разработка новой винтокрылой машины продолжилась под брендом Eurocopter, когда Aerospatiale влилась в состав этой международной корпорации. 24 июня 1999 года первый прототип EC130 совершил свой первый полет с аэродрома во Франции, управляемый Стивеном Пейджем, австралийским летчиком-испытателем. Основные изменения по сравнению с предшественником AS350 включали использование дублированной гидравлической системы, закрытого рулевого винта типа «Фенестрон» и более широкого фюзеляжа, обеспечивающего значительно большее внутреннее пространство кабины.
EC130 был разработан в тесном сотрудничестве с компаниями туроператорами, один из которых, Blue Hawaiian Helicopters, выступил инициатором запуска производства летательного аппарата. По описаниям, вертолёт имеет просторную кабину, способную вместить до семи туристов, и обеспечивает хороший внешний обзор. В 2001 году EC130 поступил в штат компании Blue Hawaiian Helicopters и использовался для воздушных туров по живописным местам, таким как Гавайи и Гранд-Каньон. EC130 в первую очередь предназначен для коммерческих операторов пассажирских перевозок, таких как компании, занимающиеся воздушными турами, тогда как предшественник AS350 продолжал производиться и продаваться для государственных и коммунальных служб, таких как службы воздушной медицинской помощи, правоохранительных органов и служб по борьбе с чрезвычайными ситуациями.
Специализированный журнал Vertical Magazine охарактеризовал EC130 как «один из самых успешных одномоторных вертолетов в сфере медицинской авиации».
В феврале 2012 года Eurocopter официально представил вариант EC130 T2 на выставке Heli-Expo в Далласе, модернизированную версию EC130 с более мощным турбовальным двигателем Turbomeca Arriel 2D. Модернизация заключалась в обновлении более 70% планера EC130 T2 по сравнению с базовым EC130 Также в производстве были применены новые композитные материалы, что позволило снизить массу машины на 70 кг. Также были значительно улучшены условия для пассажиров, такие как активная система контроля вибрации и улучшенные системы кондиционирования воздуха. При этом расход топлива, как утверждается, снижен на 14 процентов. В 2012 году фирма Eurocopter получила заказы на 50 вертолетов EC130 T2 от Maverick Helicopters, а другие клиенты, такие как Papillon и Blue Hawaiian Helicopters, увеличили общее количество заказов на новый вариант до 105 единиц.
EC130 T2 был введен в эксплуатацию в 2012 году. В 2013 году в Airbus Helicopters сообщили, что в этом году будет произведено 50 вертолётов EC130 T2, а в 2014 году ожидается, что эта цифра вырастет до 65 в год. В августе 2013 года бразильская дочерняя компания Airbus Helicopters Helibras собрала свой первый EC130 T2. Первый EC130 T2 австралийской сборки появился в декабре 2013 года.
В 2021 году в Airbus протестировали вспомогательный гибридный электрический агрегат мощностью 100 кВт, соединенным с главным редуктором, на вертолете H130, чтобы увеличить время реакции до 30 секунд при переходе на авторотацию в случае отказа двигателя.

## Конструкция

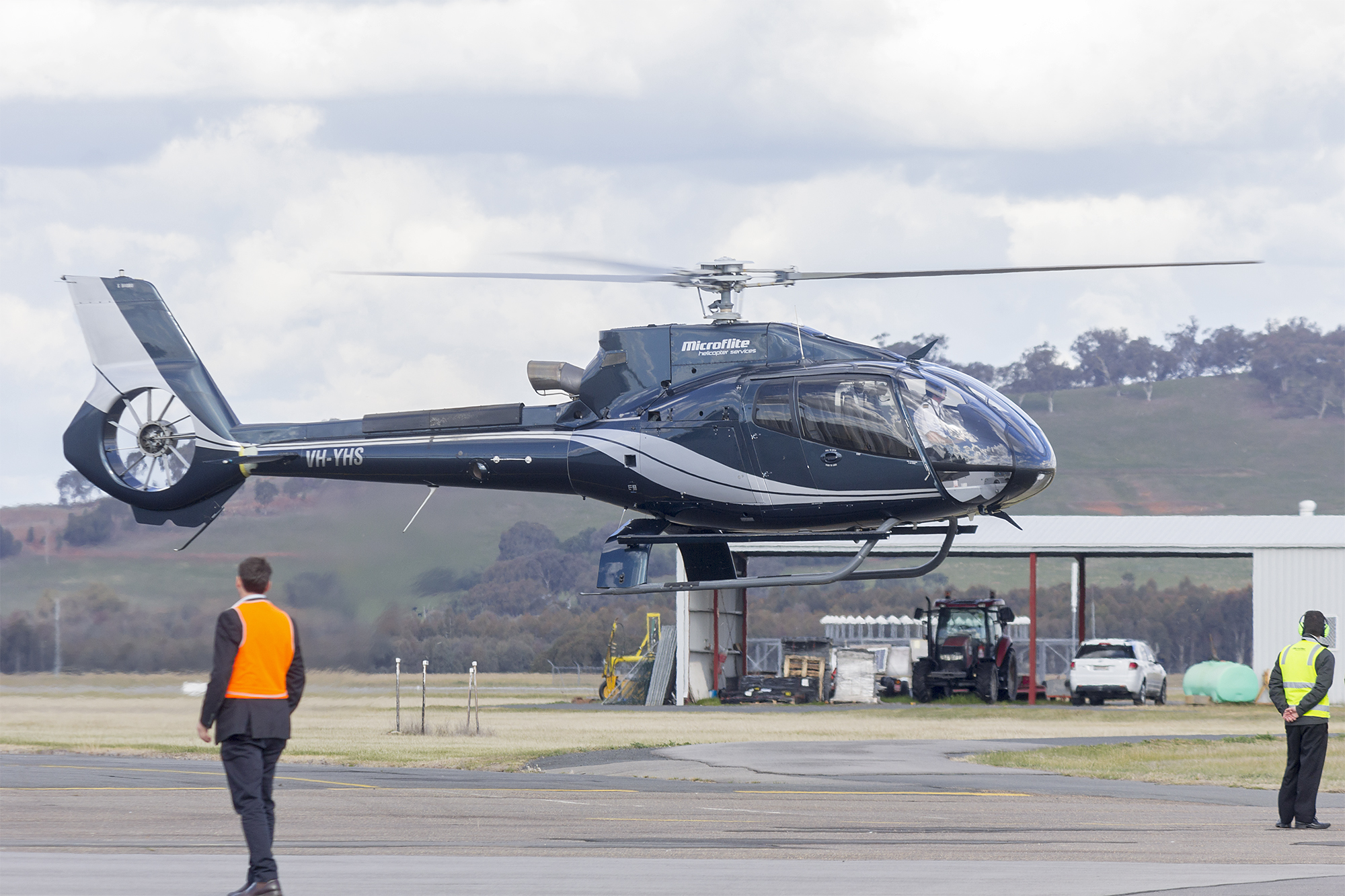
Вертолет EC130B4 компании Microflite в аэропорту Уогга-Уогга

EC130 является легким одномоторным вертолетом. В нем используется трехлопастной несущий винт Starflex, который соединен с помощью трансмиссии с закрытым рулевым винтом, препятствующим крутящему моменту, выполненному по схеме «Фенестрон». Последний заменяет традиционный рулевой винт, установленный на более старой модели AS350 «Экюрей». Лопасти рулевого винта расположены неравномерно, что позволяет снизить уровень шума на 50% по сравнению с обычным рулевым винтом. Это условие позволило обеспечить шумовые характеристики летательного аппарата на уровне 84,3 эффективного воспринимаемого шума в децибелах, что на 8,5 дБ ниже пределов второго этапа уровня шума. В EC130 устанавливается один турбовальный двигатель Turbomeca Arriel 2D. Характеристики этой силовой установки таковы, что вертолет описывается авиационными экспертами как обладающий «лучшим запасом мощности и запасом хода, чем конкурирующие модели, особенно в жарких и высоких условиях». Усовершенствованная силовая установка Arriel EC130 T2 оснащена полнофункциональной электронно-цифровой система управления двигателем. Также была принята дублированная гидравлическая система, заимствованная у вертолета Eurocopter AS355 Écureuil 2.
EC130 был разработан создан с различным дополнительным бортовым оборудованием и опциями безопасности, включая самописцы полетных данных, ударопрочные сиденья и резервные системы управления для большей надежности полёта. В модернизированном EC130 T2 также были включены дополнительные инструменты безопасности. Издание Vertical Magazine охарактеризовало приборы в кабине пилотов как «простые и удобные», а реакцию органов управления как «четкую и приятную». Утверждается, что вспомогательные средства пилотирования, такие как многофункциональный дисплей отображения данных о полёте и состоянии двигателя, снижают рабочую нагрузку на пилота, тем самым повышая простоту использования и общую безопасность. В зависимости от требований и целей заказчика в кабине также могут быть установлены различные тактические приборы и консоли с дополнительным оборудованием. Обычно кабина рассчитана на работу одного пилота, при этом пилот сидит с левой стороны в передней части кабины, чтобы снизить риск вмешательства пассажира в органы управления, расположенные справа. Дополнительно может быть установлено двойное управление летательным аппаратом. EC130 оснащен интегрированным оборудованием для полета по пилотажно-навигационным приборам, связанным с приемником глобальной системы позиционирования (GPS), что позволяет легко выполнять полеты как в дневных, так и в ночных условиях.

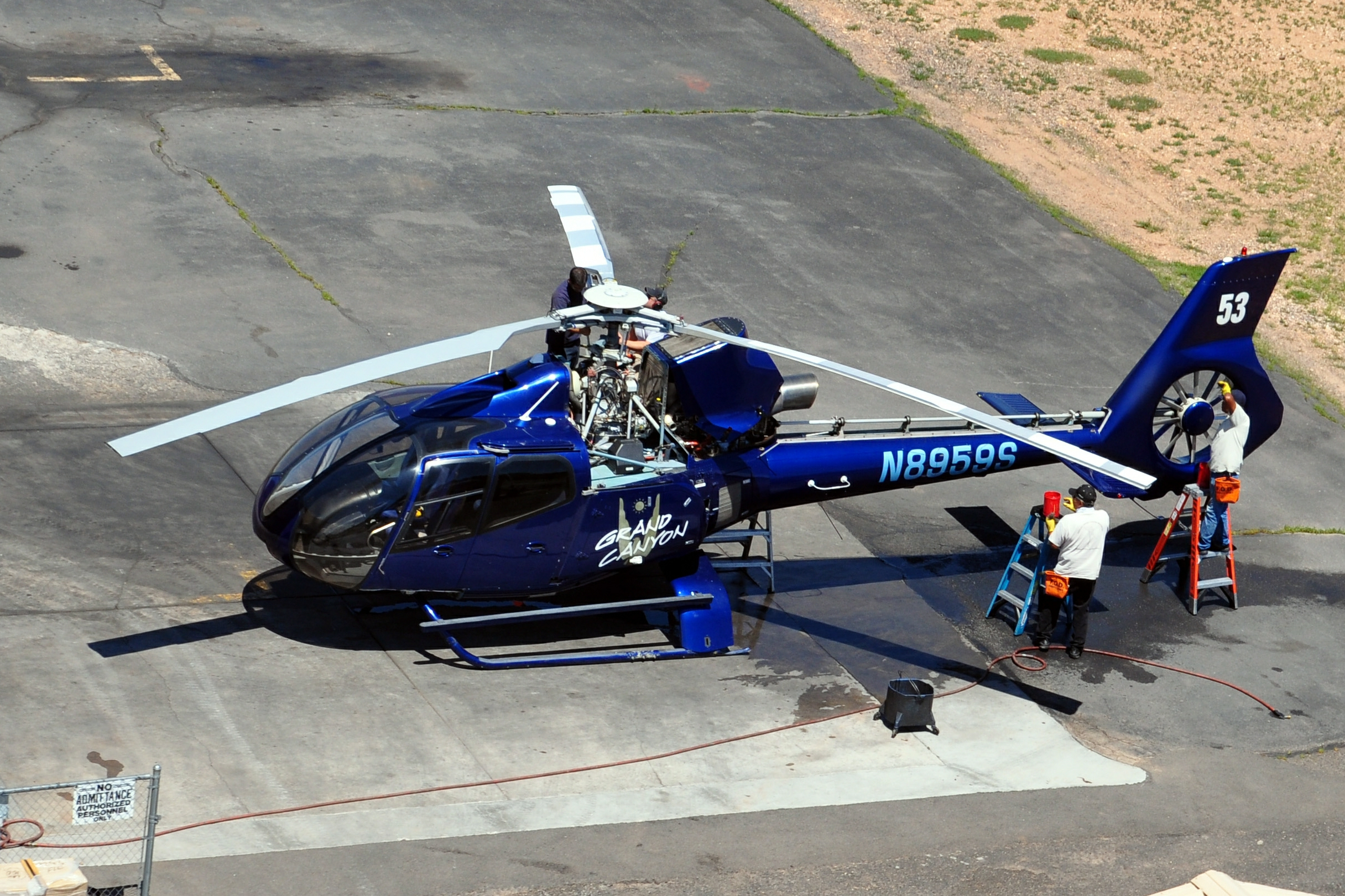
Техническое обслуживание вертолета EC130 B4

Сообщается, что EC130 имеет самую большую кабину среди всех одномоторных вертолетов в своем классе: свободного пространства на 54 процента больше, а багажное отделение имеет размер на 143 процента больше, чем у конкурирующего вертолета Bell 407. В EC130 предусмотрены три основные конфигурации сидений; стандартная компоновка с одним пилотом и шестью пассажирами, аналогичная компоновка с двумя центральными сиденьями, обращенными назад, и компоновка высокой плотности с тремя сиденьями передних пассажиров на одной линии с пилотом. EC130 был первым винтокрылым вертолётом с конфигурацией салона Stylence, ориентированной на бизнесменов высокого ранга. EC130 T2 оснащен активными системами подавления вибрации, адаптированными от многоцелевого вертолёта Eurocopter EC225 Super Puma, они включают пять акселерометров и четыре линейных привода для обеспечения плавных условий полета и повышенного комфорта для пассажиров на борту. EC130 также можно быстро переконфигурировать от пассажирской к грузовой версии.
В качестве вертолета службы неотложной медицинской помощи  для этого типа были разработаны различные внутренние конфигурации кабины. Дополнительное оборудование включает в себя специальные точки крепления для медицинского оборудования, воздушные компрессоры и баллоны с жидким кислородом, а также систему пониженной загрузки пациентов (Lowered Patient Loading System) производства американской компании United Rotorcraft. EC130 пользуется популярностью у операторов воздушных медицинских служб благодаря своей большой кабине, способной вместить до двух носилок и двух пассажиров, багажному отделению для хранения оборудования, широким боковым дверям для доступа и закрытому рулевому винту, позволяющему сохранять безопасность персоналу, участвующему в миссиях по медицинской эвакуации. Для служб правоохранительных органов на EC130 предлагается возможность установки различного дополнительного оборудования, такого как электрооптические системы наблюдения, инфракрасные камеры переднего обзора и прожекторы. В грузовом отсеке вертолёт также может размещаться оборудование для перевозки различных грузов.

## История службы

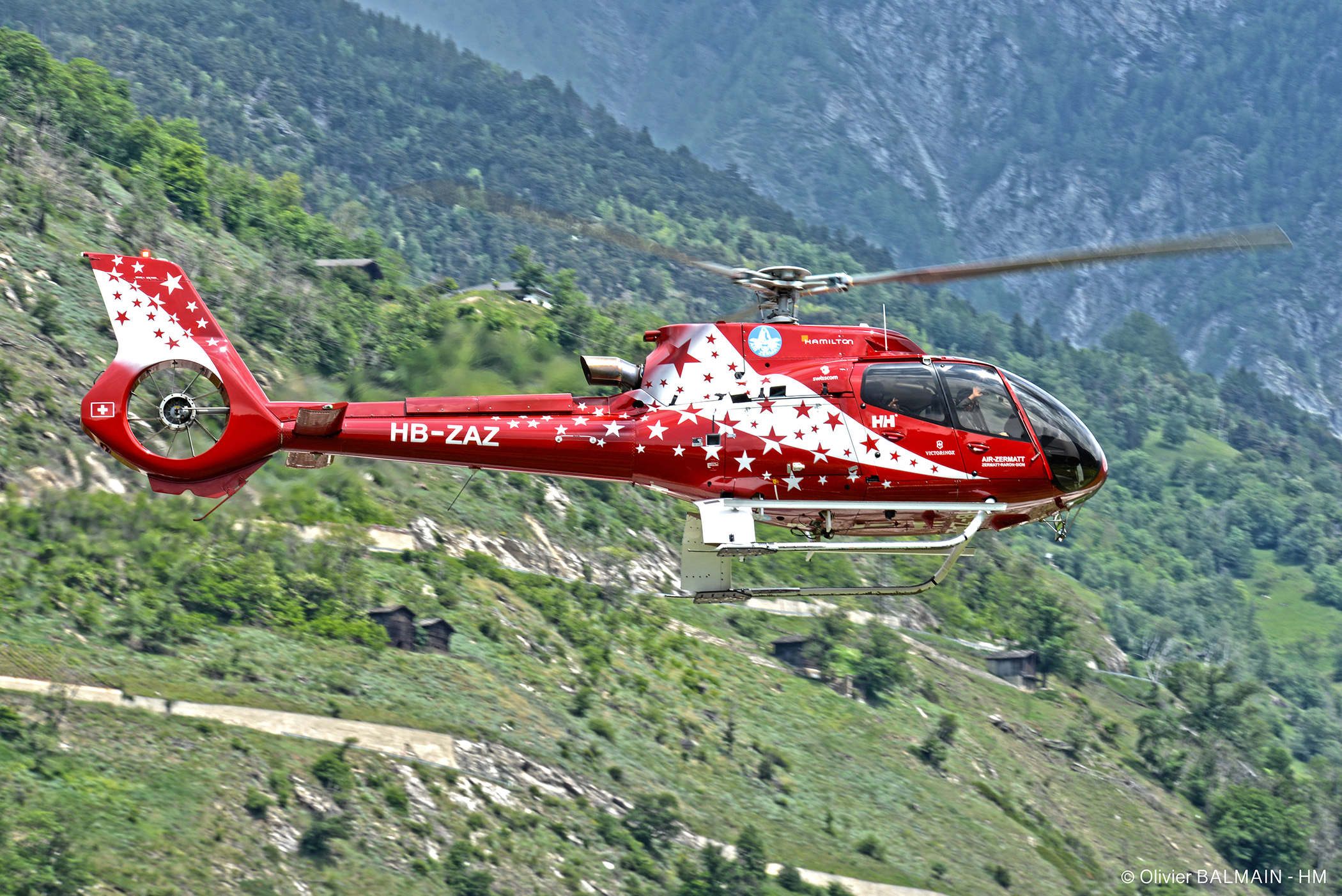
H130 T2 компании Air Zermatt в Швейцарских Альпах

В 2007 году сообщалось, что наибольший спрос на EC130 и другие аналогичные одномоторные вертолеты существует на рынках Латинской Америки и Северной Америки. К маю 2008 года EC130 стал самым продаваемым вертолетом в своем сегменте, обогнав Bell 206. В 2012 году специализированный авиационный журнал Flight International назвал EC130 одним из самых продаваемых вертолетов Eurocopter, отметив, что в 2011 году было размещено 238 заказов, что на 40 процентов больше, чем в предыдущем году.
В 2007 году EC130 использовался в качестве испытательного вертолета в крупномасштабной кампании летных испытаний для отработки новых минимизирующих шум схем полета, в типичном режиме полета, в том числе во время взлета, захода на посадку и во время полета с крейсерской скоростью.
В феврале 2008 года президент American Eurocopter Марк Паганини заявил, что парк вертолётов воздушного туроператора Maverick Helicopters, состоящий из 28 единиц EC130, крупнейшего оператора этой модели в мире, в общей сложности налетал 60 000 часов. К марту 2015 года было официально признано, что парк Maverick налетал 300 000 часов. Maverick также выступил первым заказчиком модернизированного варианта вертолёта EC130 T2. К 2015 году в Airbus Helicopters сообщили, что EC130 находился в эксплуатации у 279 операторов и налетал более 1 177 000 часов по всему миру.
В феврале 2016 года индонезийский девелопер промышленной недвижимости Jababeka подписал меморандум о взаимопонимании на приобретение до 12 вертолетов Airbus Helicopters H130 для междугородних маршрутных перевозок между Джакартой и Чикарангом.

## Варианты
EC130 B4
Первоначальный вариант ES130.
EC130 T2
Модернизированный вариант EC130 B4. Были установлены улучшенный кондиционер, полностью плоский пол кабины вертолета, более мощный двигатель (Turbomeca Arriel 2D), обеспечивающий на 10% большую среднюю мощность, и антивибрационная система.
ACH130
VIP вариант EC130.

## Операторы

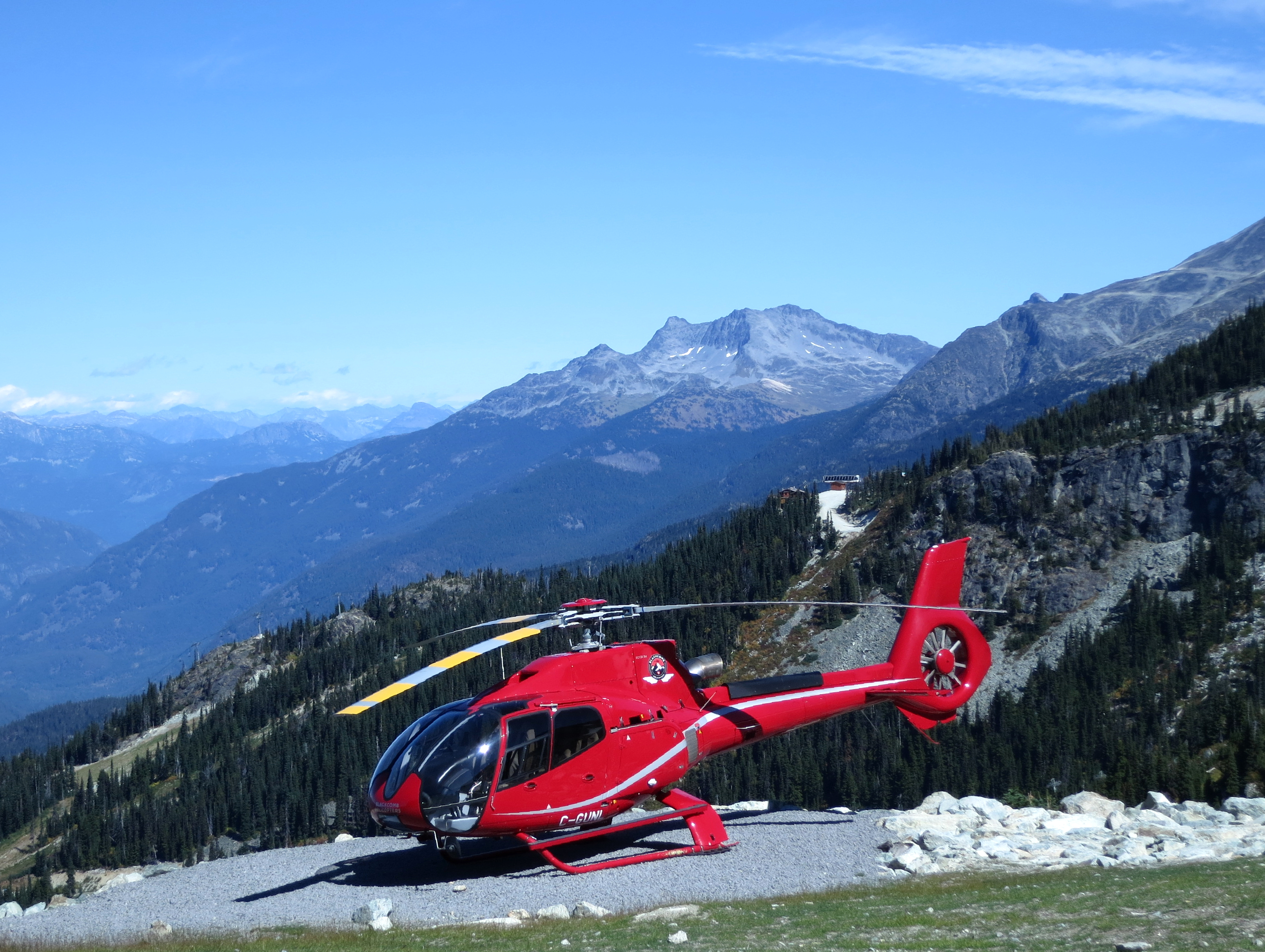
EC130 на горнолыжном курорте Уистлер-Блэккомб, Канада

Ниже указаны некоторые коммерческие и государственные операторы H130.
 Австралия
- 12 Apostles Helicopters[22]

 Бангладеш
- Impress Aviation[23]

 Бразилия
- Полиция штата Парана[24]

 Бутан
- Druk Air Corporation Limited[25]

 Канада
- Министерство развития Севера, горнодобывающей промышленности, природных ресурсов и лесного хозяйства[26]

 Монако
- Heli Air Monaco[англ.][27]

 Нидерланды
- Heli Holland[англ.][28]

 США
- Blue Hawaiian Helicopters[29]
- Lutheran Health Network[англ.][30]
- Офис шерифа округа Брауард[31]

 Франция
- Heli Securite[32]

 Швейцария
- Air Zermatt[англ.][33]

## Известные аварии и инциденты
- В феврале 2018 года вертолет EC130B4 туристического оператора Papillon Airways разбился в Гранд-Каньоне, в результате чего погибли пять человек. Из-за сильного ветра вертолет потерял управление и разбился при заходе на посадку. Три человека погибли сразу, еще двое скончались в больнице в результате ожогов, полученных во время крушения. Было установлено, что причиной гибели людей стал неустойчивый к ударам топливный бак, который лопнул при ударе. В январе 2024 года судья штата Невада присудил компенсацию в размере 79 миллионов фунтов стерлингов (100 миллионов долларов США) семье британской пары, погибшей в результате этого крушения. Мировое соглашение состояло из 75,4 миллиона долларов (59,3 миллиона фунтов стерлингов) от Airbus Helicopters SAS и 19,4 миллиона фунтов стерлингов (24,6 миллиона долларов США) от Papillon Airways. После аварии в Airbus Helicopters приняли решение, что все топливные баки вертолетов должны быть защищены от разрыва при ударах[34].
- 2 января 2023 года два вертолета Eurocopter EC130 столкнулись в воздухе и разбились возле тематического парка Sea World в городе Голд-Кост, Квинсленд, Австралия. В результате столкновения четыре человека погибли и восемь получили ранения (трое тяжелые)[35]. Оба вертолета совершали туристические полеты для посетителей парка по Gold Coast Broadwater, хотя оператор вертолетов не был связан с тематическим парком. Менее чем через минуту после взлета взлетающий вертолет (VH-XKQ) столкнулся с прилетающим вертолетом (VH-XH9). В результате у вылетевшего вертолета лопасти несущего винта и коробка передач отделились, в итоге чего вертолет упал на песчаную косу, в результате четыре человека на борту, включая пилота, погибли, а трое остались в критическом состоянии. Прибывший вертолет смог стабилизироваться после столкновения и успешно совершить вынужденную посадку на той же песчаной косе с существенными повреждениями. Все шестеро на борту выжили без серьезных травм, причем пятеро из шести выживших на прибывшем вертолете получили легкие осколочные ранения от разбитого лобового стекла кабины[36].
- 9 февраля 2024 года Eurocopter EC130 разбился в пустыне Мохаве недалеко от Ниптона, Калифорния, около 22:00. На борту находились шесть человек, в том числе нигерийский банкир Герберт Вигве и бывший председатель компании Nothingrian Exchange Group Plc Абимбола Огунбанджо. Выживших не было[37]. Вертолет вылетел из международного аэропорта Палм-Спрингс в Калифорнии и направился на юго-восток в сторону Боулдер-Сити, штат Невада, на Супербоул этого года в Лас-Вегасе. Погода была неблагоприятной: сообщалось о дожде и снегопаде в этой местности. Район был удален от крупных населенных пунктов, и внешних источников света, облегчающих навигацию, было крайне мало. EC130 медленно терял высоту и набирал скорость над землей, прежде чем разбился[38]. Все шесть человек, находившиеся на борту вертолета, погибли, а именно Герберт Вигве, генеральный директор нигерийского банка Access Bank, его жена Дорин Чизоба Вигве, их 29-летний сын Чизи Вигве, бывший председатель Нигерийской фондовой биржи Абимбола Огунбанджо и два члена экипажа[39].

## Тактико-технические характеристики
Приведённые характеристики соответствуют модификации EC 130 B4.
Источник данных: Jane's 

Технические характеристики
- Экипаж: 1—2 пилота
- Пассажировместимость: до 7 (6 - при двух пилотах) пассажиров или 1—2 пациента на носилках с 2 сопровождающими
- Длина: 12,64 м
- Длина фюзеляжа: 10,68 м
- Диаметр несущего винта: 10,69 м
- Максимальная ширина фюзеляжа: 2,03 м
- Высота: 3,61 м (с хвостовым винтом)
- Площадь, ометаемая несущим винтом: 89,75 м²
- Колея шасси: 2,31 м
- Масса пустого: 1 360 кг
- Максимальная взлётная масса: 2 400 кг
  - с грузом на внешней подвеске: 2 800 кг
- Масса груза на внешней подвеске: 1 160 кг
- Объём топливных баков: 540 л
- Силовая установка: 1 × турбовальный Turbomeca Arriel 2B1 с системой FADEC
- Мощность двигателей: 1 × 847 л.с. (1 × 632 кВт (взлётная))Габариты грузовой кабины
- Длина: 2,19 м
- Ширина: 1,865 м
- Высота: 1,28 м
- Полезный объём: 3,7 м³

Лётные характеристики
- Максимально допустимая скорость: 287 км/ч
- Максимальная скорость: 235 км/ч
- Практический потолок: 7 010 м
- Статический потолок:  
  - с использованием эффекта земли: 5 875 м
  - без использования эффекта земли: 5 320 м
- Скороподъёмность: 11,6 м/с
- Нагрузка на диск: 26,74 кг/м²
- Тяговооружённость: 226 Вт/кг (при максимальной взлётной массе)